# Dietrich Kraiss
Dietrich Kraiss, född 16 november 1889 i Stuttgart, Tyskland, död 6 augusti 1944, var en tysk generallöjtnant under andra världskriget. Han tilldelades medaljerna Tyska korset i guld och Riddarkorset av järnkorset med eklöv.
Kraiss var kommendör för 90. infanteriregementet (september 1939 - mars 1941), 168. infanteridivisionen (juli 1941 - mars 1943) och 355. infanteridivisionen (fram till maj 1943). I november 1943 utnämndes han till kommendör över 352. infanteridivisionen, som befann sig tillsammans med sex andra divisioner i Normandie framför de allierades invasion. Hans 352. infanteridivision bestod av 7 400 soldater och var stationerade i försvar runt St. Lô. Han dog 6 augusti 1944 från skador han ådrog sig två dagar tidigare.